# What Works Clearinghouse
What Works Clearinghouse （ WWC 、「何が教育に有効か」オンライン情報サイト）は、「証拠に基づく教育(evidence-based education)」のための教育研究データベースサイトである。
2006年の報告によると、多くの研究者はWWCを利用可能な研究の受動的な目録作成者であると認識していました。 その見解とは対照的に、この論文は、WWCがいくつかの教育研究を提供し、別の種類の索引付けを拒否することについて行った一連の意見のある主観的な決定について説明 
このサイトは2002年にアメリカ合衆国教育省の下部組織である「教育科学研究所(Institute of Education Sciences)」のプロジェクトの一つとして始められた。
単一事例の教育研究の結果を解釈するためのWWCの推奨事項が議論の対象   
WWCには、一般的な教育研究とカリキュラムの有効性を評価する　どんな教育研究や教育課程が有効であるかを評価するシステムを持っている。
種々の分野の研究者も、WWC自体を他の研究にアクセスするためのプラットフォーム 　他の教育研究を知るためにこのサイトを活用している。
「何が教育に有効か」の取り組みへの懸念の一つは、研究の評価に時間がかかるため、掲載されている教育研究が必ずしも最新とは言えないことである。そのため、「何が教育に有効か」に掲載されていない教育研究が「基準に満たないものとして掲載されずにいる」のか「まだ評価がなされていないのか」の区別がつかない 。さらに、2018年1月16日にアーノルドベンチャーズLLCの証拠に基づく政策チームによって執筆された証拠に関するストレートトークは、WWCによって提供された評価の有効性について懸念を表明。 WWCは、「質の高いRCTが、より重要で最終的な教育成果に有意な影響を及ぼさなかった場合の予備的成果」を報告した場合があると述べている 